# هان سانپینگ
هان سانپینگ (انگلیسی: Han Sanping؛ زادهٔ ۱۹۵۳) کارگردان و تهیه‌کننده فیلم اهل چین است. او تا سال ۲۰۱۴ رئیس گروه فیلم چین، بزرگترین شرکت توزیع‌کننده و صادرکنندهٔ فیلم‌های چینی به بازارهای بین‌المللی بود.
از فیلم‌های او می‌توان به بی‌باک، تأسیس جمهوری و تأسیس یک حزب اشاره کرد.